# Greatest Hits (Il meglio del peggio)
Greatest Hits (il meglio del peggio) è una raccolta musicale di Andrea Poltronieri.
È composto da 22 brani musicali, alcuni parodie o rielaborazioni di altre canzoni famose (indicate nella terza colonna), altri creati direttamente da Poltronieri.

## Tracce
| #   | Titolo della canzone       | Titolo della canzone originale         | Artista della canzone originale          | Durata | Particolarità |
| --- | -------------------------- | -------------------------------------- | ---------------------------------------- | ------ | ------------- |
| 1.  | Zinc                       | Think                                  | Aretha Franklin                          | 2:38   | -             |
| 2.  | Gino lavora al Famila [2]  | Rivers of Babylon                      | Boney M                                  | 1:54   | -             |
| 3.  | A ghe da magnar            | Back for good                          | Take That                                | 1:43   | -             |
| 4.  | Baker street               | Baker street                           | Gerry Rafferty                           | 4:28   | strumentale   |
| 5.  | Una canna piena di... [1]  | Sampei                                 | Rocking Horse                            | 2:00   | live          |
| 6.  | Heidi                      | Heidi                                  | Elisabetta Viviani                       | 0:57   | live          |
| 7.  | La topina                  | -                                      | -                                        | 0:53   | live          |
| 8.  | Purple rain                | Purple rain                            | Prince                                   | 4:00   | strumentale   |
| 9.  | Alone giallo               | Acquarello                             | Toquinho                                 | 1:59   | -             |
| 10. | Califfo de lux             | 50 special                             | Lùnapop                                  | 3:25   | -             |
| 11. | Piccolo pelino             | Brivido felino                         | Mina e Adriano Celentano                 | 1:38   | -             |
| 12. | Gilda                      |                                        |                                          | 5:08   | strumentale   |
| 13. | Don Mario l'è un gay       | Penso positivo Don't leave me this way | Jovanotti Harold Melvin & the Blue Notes | 2:44   | -             |
| 14. | Sat cori tal ciapi         | Don't worry be happy                   | Bobby McFerrin                           | 1:57   | -             |
| 15. | Bepi                       | Happy                                  | Alexia                                   | 1:56   | -             |
| 16. | Shine on you crazy diamond | Shine on You Crazy Diamond             | Pink Floyd                               | 5:09   | strumentale   |
| 17. | Al cagnin sul divan        | Rhythm divine                          | Enrique Iglesias                         | 1:55   | -             |
| 18. | Raggio di sole             | Un raggio di sole                      | Jovanotti                                | 2:22   | -             |
| 19. | The power of love          | The power of love                      | Frankie Goes to Hollywood                | 5:17   | strumentale   |
| 20. | Zinc putan e un gay        | Think about the way                    | Ice MC                                   | 1:57   | -             |
| 21. | Tir [2]                    | -                                      | -                                        | 1:52   | -             |
| 22. | Blade runner               | Love theme                             | Vangelis                                 | 2:32   | strumentale   |